# Callipallene fallax
Callipallene fallax är en havsspindelart som beskrevs av Stock, J.H. 1994. Callipallene fallax ingår i släktet Callipallene och familjen Callipallenidae. Inga underarter finns listade.